# Pisum
Genre
Classification phylogénétique
Pisum est un genre de plantes à fleurs de la famille des Fabaceae, originaire  du sud-est de l'Asie et du nord-est de l'Afrique.
Il comprend de une à cinq espèces selon les interprétations taxonomiques.

## Liste des espèces
Selon ITIS (12 mars 2021) :
- Pisum fulvum Sibth. & Sm.
- Pisum sativum L.

Selon l'ILDIS (International Legume Database), trois espèces sont validées, dont une comprend deux sous-espèces:
- Pisum abyssinicum (syn. Pisum sativum subsp. abyssinicum) ;
- Pisum fulvum ;
- Pisum sativum, le pois, 
  - Pisum sativum subsp. elatius (syn. Pisum elatius, Pisum syriacum),
  - Pisum sativum subsp. sativum.

Pisum sativum (le pois potager ou fourrager) est domestiqué depuis la préhistoire et constitue l'une des principales cultures alimentaires de l'humanité.  

## Caractéristiques générales
La fleur de Pisum sativum compte cinq sépales (soudés), cinq pétales, dix étamines (dont neuf soudées par leurs filets et une libre) et un carpelle uniloculaire. 
Les espèces de Pisum sont parasitées par les larves de certaines espèces de lépidoptères dont Bucculatrix pyrivorella, Mamestra brassicae (la noctuelle du chou)  Korscheltellus lupulina , Hepialus humuli), Hypercompe indecisa, Discestra trifolii, Xestia c-nigrum et Agrotis segetum (la noctuelle des moissons).